# 탈공산화

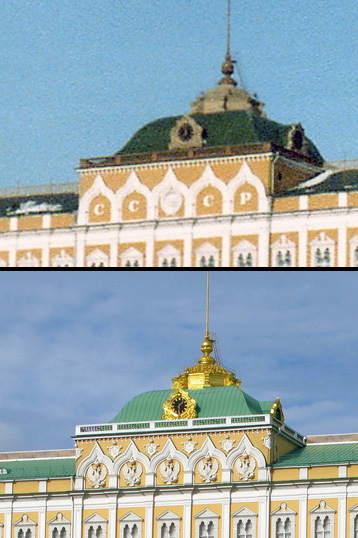
크렘린 궁전의 탈공산화 (위: 1982년, 아래: 2008년)

탈공산화(脫共産化, 영어: Decommunization, 네덜란드어: Decommunisatie)는 공산주의 세력을 제거할 때의 한 과정이다. 모든 공산주의 나라들은 민주주의로 돌아갈 때 이 절차를 지나가야 한다. 주로 동구권이 이 절차를 지나갔다.
결과적으로 탈공산화는 원탁 회의, 의회제 등 절차가 준비되어 있지 않으면 할 수 없는 것이다. 탈공산화로 공산주의자당, 첩보원, 비밀 비서 등 공산주의에 관련된 모든 것을 민주주의 체제로 전환하자는 뜻이다. 탈나치화와는 체제만 다르고 거의 비슷함에 가까운 이론이다. 대표적인 예로 러시아의 크렘린 궁전의 윗부분은 공산주의 만세라고 쓰여 있으나(1982년), 2008년 다시 러시아에서는 윗부분은 금으로 바뀌고 우리는 자유로운 러시아 사람이라고 쓰여 있다.

## 같이 보기
- 반공주의
- 레니노파드
- 탈나치화
- 스탈린 격하 운동
- 탈중국화